# Wolmer Beltrami
Wolmer Beltrami (* 1922 in Breda Cisoni, Provinz Mantua; † 28. Oktober 1999) war ein italienischer Akkordeonist im Bereich des Jazz und der Unterhaltungsmusik.
Wolmer Beltrami hatte Akkordeon-Unterricht bei seinem Vater, bevor er bereits mit fünfzehn Jahren einen ersten Plattenvertrag als professioneller Solist bei Columbia Records bekam und zahlreiche Tourneen u. a. durch Deutschland und die Schweiz begann. 1947 gründete er das Duo Wolmer-Kramer, das durch Italien und England tourte, zahlreiche Fernseh-, Theater- und Radio-Auftritte hatte und eine Reihe von Schallplatten aufnahm. Beltrami trat in den folgenden Jahren in Musikshows auf, mit eigenen Orchestern und im Trio mit seinen Schwestern Leda (Akkordeon, Gesang) und Luisa (Kontrabass, Gesang). Ab den 1960er Jahren schrieb er auch zahlreiche Titel, die auch von anderen Akkordeonisten wie Ugo Mantovani, Henry Haagenrud, Leon Doro oder Håvard Svendsrud interpretiert wurden. Zu Beltramis bekanntesten Titeln gehören Il treno, Carovana negra und Squadrone bianco.
Beltrami arbeitete auch mit Delia Scala und Renato Rascel, komponierte für das Gorni-Kramer-Orchester und betätigte sich als Talent-Scout; zu seinen Entdeckungen gehören Mina und Fausto Leali. Als Interpret war er 1972 an Gato Barbieris Einspielung der Filmmusik zu Der letzte Tango in Paris beteiligt.